# Area 52
Albums de Rodrigo y Gabriela
11:11
(2009) 9 Dead Alive
(2014)
Area 52 est le 5e album studio de Rodrigo y Gabriela. Y participent des musiciens cubains.

## Liste des morceaux
Toute la musique est composée par Rodrigo y Gabriela.
| No | Titre         | Invités                                                                              | Durée |
| -- | ------------- | ------------------------------------------------------------------------------------ | ----- |
| 1. | Santo Domingo | Samuel Folmell Alfonso à la batterie (du groupe Los Van Van et fils de Juan Formell) |       |
| 2. | Hanuman       | John Tempesta à la batterie                                                          |       |
| 3. | Ixtapa        | Anoushka Shankar au sitar                                                            |       |
| 4. | 11:11         | Carles Benavent à la basse et Carlota Teresa Polledo Noriega au chant                |       |
| 5. | Master Maqui  | Le Trio Joubran à l'oud                                                              |       |
| 6. | Diablo Rojo   |                                                                                      |       |
| 7. | Logos         |                                                                                      |       |
| 8. | Juan Loco     | Carles Benavent à la basse                                                           |       |
| 9. | Tamacun       | John Tempesta à la batterie                                                          |       |